# Einheit 731
Die Einheit 731 (japanisch 731部隊, 731 butai) war eine von mehreren geheimen Einrichtungen der Kwantung-Armee der Kaiserlich Japanischen Armee in der besetzten Mandschurei, die biologische und chemische Waffen erforschte, erprobte und einsetzte. Die Bezeichnung ist eine Verkürzung des militärischen Codenamens (tsūshōgō) Manshū dai-731 butai (満州第七三一部隊), während der eigentliche Name „Hauptabteilung der Abteilung für Epidemieprävention und Wasserversorgung der Kwantung-Armee“ (関東軍防疫給水部本部, Kantō-gun bōeki-kyūsui-bu honbu) war. Die Einheit war an den Kriegsverbrechen der Japanischen Armee im Zweiten Weltkrieg beteiligt.
Dazu wurden auch Experimente an lebenden Menschen vorgenommen. Es wurden schätzungsweise circa 250.000 koreanische, chinesische, westliche sowie sowjetische Kriegsgefangene und Zivilisten in diesen Versuchen getötet. Außerdem wurden in den Jahren 1940 bis 1942 mindestens sechs Feldversuche mit Krankheitserregern unternommen, darunter Milzbrand und Pest, wodurch mehrere Tausend Menschen starben. Bei Kriegsende 1945 wurden bei der Zerstörung der Produktionsstätten in China durch die japanische Armee mit Pest infizierte Ratten freigelassen, die in den Provinzen Heilongjiang und Jilin eine Epidemie mit über 20.000 Todesopfern verursachten.
Der Name Einheit 731 wird heute stellvertretend für das gesamte Programm der Kaiserlich Japanischen Armee zur Herstellung biologischer Waffen verwendet, obwohl die Einheit nicht der einzige japanische Verband war, der biologische Waffen entwickelte.

## Entstehung und Stationierung

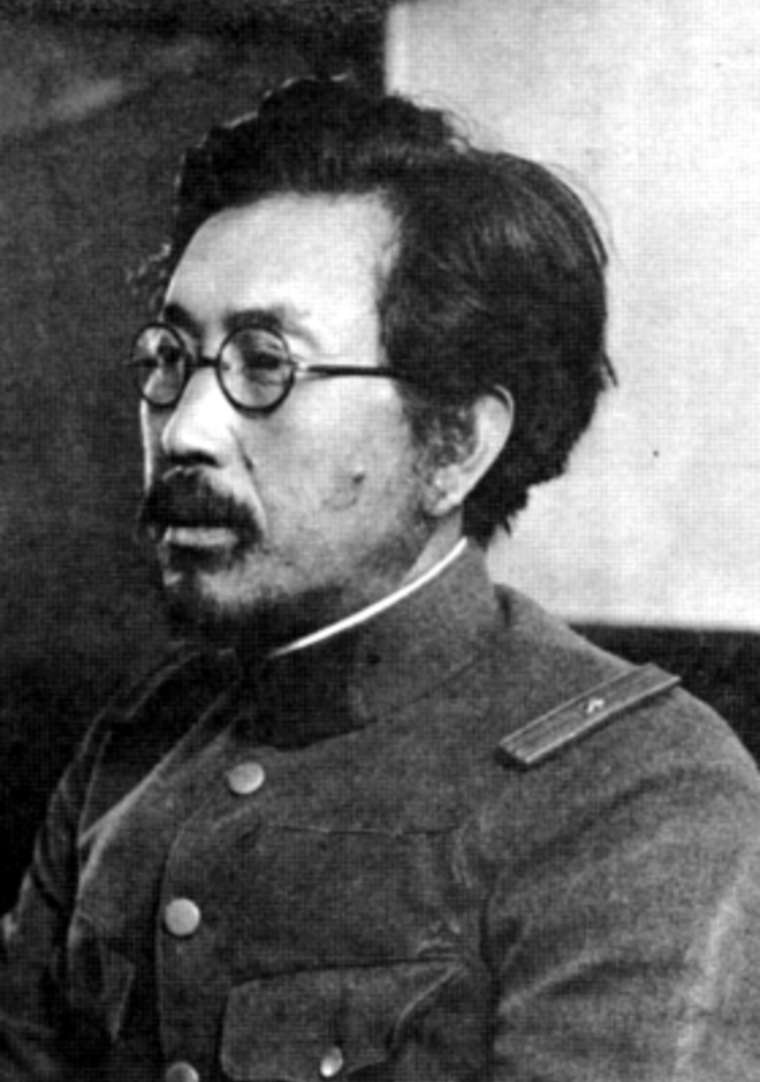
Ishii Shirō 1932 – Bild aus dem Bulletin der Einheit 731

Ärztlicher Leiter der Einrichtung war der Generalleutnant und Arzt Ishii Shirō. Dieser baute 1932 mit seiner Einheit die Zhongma-Festung (chinesisch 中馬城; Zhōngmǎchéng) auf, ein Gefängnis in den Außenbezirken der Stadt Harbin. Diese befand sich in dem Marionettenstaat Mandschukuo, der 1932 nach der Besetzung der Mandschurei durch die Japaner eingerichtet worden war. 1935 zwang ein Ausbruch von Insassen Ishii dazu, die Einrichtung in Harbin zu schließen. Stattdessen wurde das Gefängnis nun in Pingfang, einem Ort nahe Harbin, neu aufgebaut und erweiterte sich später um weitere Zweigniederlassungen (Linkou, Sunio und Hailar auf halbem Wege zwischen Mukden und der sowjetischen Grenze). Ab 1936 galt Einheit 731 als Bezeichnung für Shirō Ishiis Einrichtungen.
Die Einheit genoss die volle Unterstützung der späteren japanischen Premierminister Hideki Tōjō und Kuniaki Koiso, die während ihrer Dienstzeit im Stab der Kwantung-Armee mehrfach mit Shirō Ishii Kontakt hatten und daher genaue Kenntnisse über das Tätigkeitsfeld der Einheit hatten. Auch die japanische kaiserliche Familie hatte über die Prinzen Mikasa und Takeda Kenntnis von Einheit 731.

## Aktivitäten
Allgemeine Beschreibung der Tätigkeit von Einheit 731:
- Medizinische Versuche an Menschen (vergleichbar mit medizinischen Tierversuchen) wurden im Rahmen eines Projekts namens Maruta (丸太; deutsch: „Holzklotz; runder, nur entrindeter Baumstamm“) vorgenommen. Zu den Opfern gehörten nicht nur entführte Männer, Frauen (einschließlich schwangerer Frauen) und Kinder, sondern auch Babys, die aus der systematischen Vergewaltigung durch die besetzende Macht auf dem Gelände hervorgegangen waren. Außerdem hatten die Opfer verschiedene Nationalitäten, wobei die Mehrheit Chinesen und eine bedeutende Minderheit Russen waren. Die einheitsinterne Bezeichnung für diese Menschen lautete wie der Name des Projektes Holzklotz, was zur Entmenschlichung der Opfer beitrug.
- Gefangenen wurden Krankheitserreger, getarnt als Impfungen, injiziert, um deren Effekte zu untersuchen.[3]
- Um die Auswirkungen unbehandelter Geschlechtskrankheiten zu untersuchen, wurden männliche und weibliche Gefangene absichtlich mit Syphilis und Gonorrhoe infiziert und anschließend untersucht.
- Tausende von Männern, Frauen, Kindern und Säuglingen in Kriegsgefangenenlagern wurden Vivisektionen unterzogen, die oft ohne Betäubung durchgeführt wurden und in der Regel tödlich endeten. Vivisektionen wurden an Gefangenen durchgeführt, nachdem sie mit verschiedenen Krankheiten infiziert worden waren. Forscher führten invasive Operationen an Gefangenen durch und entfernten Organe, um die Auswirkungen von Krankheiten auf den menschlichen Körper zu untersuchen.
- Gefangenen wurden Gliedmaßen amputiert, um den Blutverlust zu untersuchen. Entfernte Gliedmaßen wurden manchmal auf der anderen Seite des Körpers der Opfer wieder befestigt. Einigen Gefangenen wurde operativ der Magen entfernt und die Speiseröhre wieder mit dem Darm verbunden. Anderen wurden Teile von Organen wie Gehirn, Lunge und Leber entfernt. Der Chirurg der Kaiserlich Japanischen Armee Ken Yuasa sagte, dass die von ihm an Gefangenen vorgenommenen Vivisektionen „allesamt zu Übungszwecken und nicht zu Forschungszwecken“ erfolgten und dass derartige Praktiken unter den während des Krieges in China stationierten japanischen Ärzten „Routine“ waren.
- Die Wirkung von Granaten wurde an Menschen aus unterschiedlichen Entfernungen und Positionen getestet
- Unterkühlungsexperimente sowie Experimente mit hohen Druckunterschieden wurden an Menschen unternommen
- Die Entwicklung einer biologischen Waffe in der Form einer mit Bakterienpulver gefüllten Bombe (ähnlich dem Kampfstoff mit Milzbrandbakterien)
- Die Entwicklung einer weiteren Bombe als biologische Waffe, wobei die Bakterien jedoch in Flöhen enthalten waren

Dokumentierte Aktivitäten:
- Einsatz von Pestbakterien gegen die Einwohner der Stadt Chü Hsien am 4. Oktober 1940, der 21 Tote forderte
- Einsatz von Pestbakterien gegen die Einwohner der chinesischen Stadt Ningbo am 29. Oktober 1940 mit 99 Opfern
- Ein fehlgeschlagener Versuch am 28. November 1940 gegen den Ort Kinhwa, bei dem die Pest nicht zum Ausbruch kam
- 3000 chinesische Kriegsgefangene wurden Ende 1941 mit Hilfe von mit Typhuserregern kontaminierten Nahrungsmitteln infiziert und danach freigelassen. Die Schenkung der Nahrungsmittel durch die Japaner wurde zu Propagandazwecken gefilmt.
- Als Folge des als Doolittle Raid bekannten US-amerikanischen Bombenangriffs auf Tokio wurde von der japanischen Armee als Racheakt am 5. Mai 1942 die Zhejiang-Jiangxi-Offensive gestartet, bei der 250.000 chinesische Zivilisten ermordet wurden. Von Einheit 731 wurden im Rahmen dieser Aktion ca. 130 kg Milzbrand-Kampfstoff produziert, mit dem Seen, Flüsse und Brunnen im Gebiet der Städte Yüshan, Kinhwa und Futsing kontaminiert wurden. Aus diesem Gebiet hatten sich die japanischen Truppen mit Ausnahme der Mitglieder der Einheit 731 vorher zurückgezogen. Teilweise wurde der Kampfstoff auch von Flugzeugen versprüht oder direkt in Wohnhäuser geworfen. Die folgende Epidemie verursachte einen großen Teil der oben genannten Todesopfer. Allerdings wurden auch ca. 1.700 japanische Soldaten durch den Kampfstoff getötet, als diese versehentlich ein kontaminiertes Gebiet zurückeroberten. Dieser Zwischenfall führte daher zur Ablösung Shirō Ishiis als Kommandant der Einheit 731, obwohl der Einsatz als Erfolg gewertet wurde.
- 1943 wurde die Seuchenanfälligkeit weißer Menschen an US-amerikanischen Kriegsgefangenen getestet.

Alle Projekte der Einheit unterlagen der strengsten Geheimhaltung. Sie wurde deshalb nach außen als Abteilung der Kwantung-Armee für die Prävention von Epidemien und die Wasserreinigung getarnt. Die Versuchszonen der Einheit waren Luftsperrgebiet.

## Bekannte Mitglieder

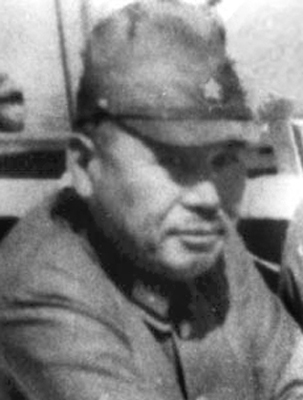
Kitano Masaji (1944)

Die Einheit hatte bis zu 3000 Mitglieder, von denen die meisten Bakteriologen waren. Namentlich bekannte Mitglieder der Einheit waren:
- Generalmajor Kiyoshi Kiwashima, militärische Leitung
- Generalleutnant Shirō Ishii, wissenschaftliche Leitung 1932 bis 31. Juli 1942 und ab 1. März 1945
- Oberstleutnant Ryōichi Naitō, Arzt und Dolmetscher von Col. Sanders, dem ersten US-amerikanischen Offizier, der mit der Untersuchung der Kriegsverbrechen beauftragt war. Späterer Gründer der japanischen Blutbank Grünes Kreuz.
- Kitano Masaji, wissenschaftliche Leitung von 1. August 1942 bis 28. Februar 1945
- Shinozuka Yoshio

In den späteren Prozessen in Chabarowsk (1949) und Shenyang (1956) wurden einige der niederrangigen Verantwortlichen verurteilt, die es im Gegensatz zu ihren Vorgesetzten und der großen Mehrheit der Mitglieder der Einheit 731 nicht geschafft hatten, bei Kriegsende nach Japan zu fliehen. Darunter war auch der Soldat Shinozuka Yoshio. Die Haupttäter mit Ishii Shirō an der Spitze gingen jedoch bei den Tokioter Prozessen straffrei aus, weil die US-Regierung auf Betreiben von Charles Willoughby ihnen im Austausch gegen die Forschungsergebnisse der Einheit 731 Straffreiheit zugestand.

## Abteilungen
Die Einheit setzte sich aus acht verschiedenen Abteilungen zusammen:
- Abteilung 1: Erforschung der Wirkung der Krankheitserreger von Pest, Cholera, Milzbrand und Tuberkulose auf lebende Menschen. Diese Abteilung unterhielt ein Gefängnis für ca. 300 bis 400 Menschen.
- Abteilung 2: Entwicklung von praktisch anwendbaren biologischen Waffen, insbesondere von Geräten, die Keime und Parasiten versprühen.
- Abteilung 3: Produktion von Granaten und Bomben (unter anderem aus Porzellan) für biologische Kampfstoffe, stationiert in Harbin.
- Abteilung 4: Produktion von nichtbiologischen Kampfstoffen.
- Abteilung 5: Ausbildung von Personal.
- Abteilung 6–8: Abteilungen für Ausrüstung, Medizinische Versorgung und Verwaltung der Einheit.

## Einrichtungen
Der 1935 gegründete Komplex umfasste ein Gebiet von sechs Quadratkilometern und bestand aus mehr als 150 Gebäuden. Die Gebäude waren sehr solide, so dass eine Zerstörung teilweise unmöglich war. So sind Teile der Einrichtungen bis heute erhalten und für Touristen zugänglich.
Der Komplex bestand aus verschiedenen Produktionseinrichtungen. Es befanden sich 4500 Container für Flöhe, sechs gigantische Kessel zur Produktion von Chemikalien sowie ca. 1800 Container zur Produktion von biologischen Kampfstoffen auf dem Gelände. Im Verlauf eines Tages konnte die Einrichtung 10 kg Pestbakterien produzieren. Diese Kapazitäten wurden ab November 1944 voll ausgeschöpft.
Einige Dutzend Tonnen der von Einheit 731 hergestellten biologischen Kampfstoffe wurden an verschiedenen Orten in Nordchina gelagert. Bei Kriegsende versuchten die Japaner jeglichen Beweis für die Existenz dieser Kampfstoffe zu vernichten. Es wurden beispielsweise alle infizierten Tiere (Flöhe, Ratten, …) freigelassen. Trotzdem gelang es nicht, alle Beweise zu zerstören. Die Aktion führte außerdem dazu, dass die Kampfstoffe bis auf den heutigen Tag die Menschen in dieser Region schädigen. Ein Beispiel hierfür ist ein Vorfall aus dem August des Jahres 2003, als 29 Menschen in ein Krankenhaus eingeliefert werden mussten, nachdem Bauarbeiter versehentlich Granaten mit chemischen Kampfstoffen ausgegraben hatten, die von der Einheit 731 hergestellt worden waren.

## Auflösung am Ende des Zweiten Weltkrieges
Shirō Ishii befürwortete den Einsatz von biologischen Waffen im Pazifikkrieg seit dem Mai 1944, doch seine Versuche scheiterten wiederholt an schlechter Planung, ablehnender Haltung vorgesetzter Offiziere oder dem Eingreifen alliierter Truppen. Als nach dem Beginn des sowjetischen Angriffs auf die Mandschurei abzusehen war, dass der Krieg bald vorbei sein würde, ordnete Ishii die Zerstörung der Fabrik an. Er befahl seinen Untergebenen, das Geheimnis mit ins Grab zu nehmen. Der gesamte Komplex wurde in den letzten Tagen des Krieges durch die Japaner zerstört, um alle Beweise für ihre Experimente zu vernichten. Die noch am Leben gebliebenen Häftlinge wurden zuerst ohne Ausnahme mit den in den Einrichtungen vorhandenen Chemikalien ermordet. Es gab deshalb keine überlebenden Zeugen des Gefängnisses von Einheit 731. Danach wurden sämtliche Beweismaterialien wie Präparate und wissenschaftliche Gerätschaften und Unterlagen vernichtet. Zuletzt wurden die Gebäude der Einrichtungen so weit wie möglich gesprengt. Der Großteil der Mitglieder der Einheit wurde per Zug nach Korea und kurz darauf mit dem Schiff nach Japan in die Stadt Kanazawa evakuiert. Hier trennten sie sich und warteten auf die Reaktion der im September einrückenden US-amerikanischen Besatzungstruppen.

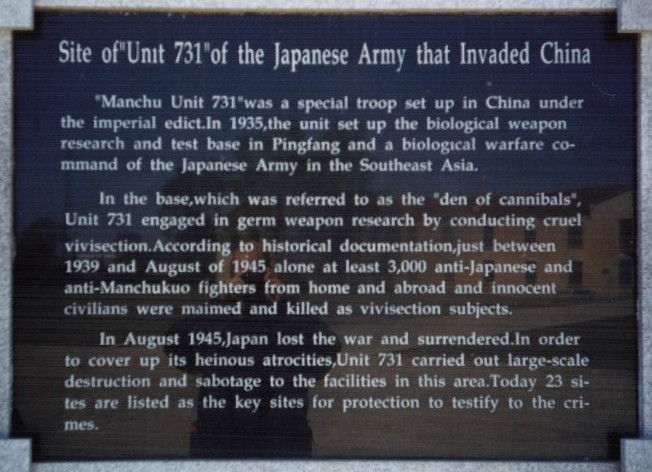
Gedenkplakette für die Verbrechen von Einheit 731 auf dem ehemaligen Gelände der Biowaffenfabrik

Die Militärs der USA glaubten, dass die von Einheit 731 gewonnenen Forschungsergebnisse tatsächlich von großem wissenschaftlichem Wert wären, dies vor allem, da man die dort praktizierte Methode von Experimenten an Menschen bei den Alliierten nie ernsthaft in Erwägung gezogen hatte. Auch wollten die Vereinigten Staaten nicht, dass die Sowjetunion Daten über die Herstellung biologischer Waffen erhielt. Deshalb wurde den Mitgliedern von Einheit 731 im Austausch für ihre Daten Straffreiheit zugesichert. Des Weiteren wurden die Ergebnisse von den US-Amerikanern später teilweise im Vietnamkrieg verwertet.
Auf der anderen Seite wurde der Fall durch die Sowjetunion sehr genau untersucht, da neben den chinesischen, mongolischen und koreanischen Opfern auch einige hundert Sowjets durch die Einheit umgebracht worden waren. Die von Sowjets gefangengenommenen Mitglieder der Einheit wurden in den Kriegsverbrecherprozessen von Chabarowsk verurteilt und später an China ausgeliefert, wo sie noch einmal im Kriegsverbrecherprozess von Shenyang angeklagt wurden.
Viele frühere Mitglieder der Einheit 731, die sich nach Japan gerettet hatten, gingen nach dem Krieg Tätigkeiten in der japanischen Pharmaindustrie nach. Ryōichi Naitō gründete 1950 die erste kommerzielle Blutbank Grünes Kreuz in Japan, die zum größten Pharmaunternehmen des Landes wurde. Neben Ryōichi Naitō leitete auch Kitano Masaji das Grüne Kreuz. Andere gründeten Schulen für Mediziner oder waren im japanischen Gesundheitsministerium tätig.
Auch wenn die meisten Dokumente vernichtet wurden, tauchen immer wieder wichtige Informationen in Archiven auf. So wurde 2023 eine Liste mit Mitarbeitern und deren Aufgaben aufgefunden. Bereits 2016 wurde eine Liste aus dem Jahr 1945 veröffentlicht. Nun ist es möglich, Laufbahn und Verantwortungsbereich einzugrenzen.

## Nutzung der Ergebnisse durch USA und Sowjetunion
Die US-Amerikaner kauften über die G-2 Section der Besatzungsstreitkräfte die Forschungsergebnisse der Einheit 731 von ihren ehemaligen Mitgliedern ein. Die Streitkräfte begannen nun ihrerseits im Zuge des beginnenden Kalten Krieges mit der Entwicklung eigener biologischer Waffen. Die Prototypen dieser Waffen wurden von der USAF mit minderem Erfolg im Verlauf des Koreakrieges getestet. Wie bereits die Japaner scheiterte man zunächst an der Entwicklung zuverlässiger Übertragungsmechanismen für die Krankheitserreger. Allerdings bedeutete dies nicht das Aus für die US-amerikanische B-Waffen-Forschung. Die Entwicklung geeigneter Streumunition könnte bereits ein bedeutender Schritt zur Lösung dieses Problems gewesen sein.
Auch die sowjetische B-Waffenforschung, die bereits seit den 1920er Jahren betrieben wurde, profitierte von den Erkenntnissen der in sowjetische Gefangenschaft geratenen Mitarbeiter der Einheit 731, wenngleich die Informationen nicht so detailliert waren wie diejenigen, die den USA zur Verfügung standen.

## Japanische Aufarbeitung

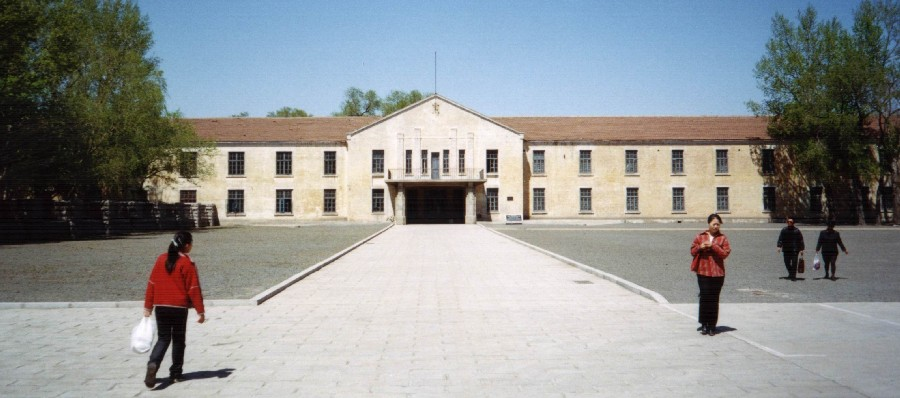
Gebäude auf dem Gelände der ehemaligen Biowaffenfabrik von Einheit 731

Die japanische Regierung leugnete die Existenz der Einheit 731 bis in die späten 1990er Jahre, verweigert bis heute eine Erörterung ihrer Taten und hält entsprechendes Archivmaterial unter Verschluss.
Nationalistische japanische Historiker leugnen bis heute die Taten der Einheit 731 und behaupten, dass sie ein Konstrukt chinesischer Propaganda sei. Von anderer Seite wurden Berichte über Einheit 731 verbreitet, die vor allem den späteren Handel mit den US-Amerikanern und die damit einhergehende Vertuschung betreffen. Die Taten der Einheit 731 werden in vielen japanischen Geschichtsbüchern über den Zweiten Weltkrieg ausgelassen. In Tokio existiert ein Denkmal für die Einheit.
Der bekannte Autor Seiichi Morimura vöffentlichte 1982 das Sachbuch „Akuma no hōshoku“ (悪魔の飽食) – etwa „Sättigung des Teufels“ - womit die Taten erstmal einen breiteren Öffentlichkeit bekannt wurden.
Aber erst nachdem eine Klage von 180 Chinesen auf Eingeständnis, Entschuldigung und Wiedergutmachung der von Einheit 731 begangenen Verbrechen bei der japanischen Regierung eingegangen war und einige Mitglieder der Einheit ihre Verbrechen öffentlich zugaben, änderte sich das Verhalten der Japaner zu ihrer eigenen Geschichte. Im August 2002 gab das Bezirksgericht Tokio in seinem Urteil erstmals zu, dass die Einheit 731 und die von ihr begangenen Kriegsverbrechen tatsächlich existiert haben. Wesentlichen Anteil an diesem Schritt hatte der ehemalige Soldat Shinozuka Yoshio, der es nicht ertragen konnte, die letzten Anweisungen seines Vorgesetzten Shirō Ishii tatsächlich auszuführen. Eine Entschädigung der Opfer wurde aber mit Verweis auf das gemeinsame Kommuniqué der Regierungen Japans und Chinas vom 29. September 1972 abgelehnt, das jegliche Reparationsansprüche vonseiten Chinas ausschloss. Dieses Urteil wurde am 19. Juli 2005 in zweiter Instanz vom Obergericht Tokio bestätigt. Das Verfahren wurde dann vor den Obersten Gerichtshof gebracht, der die Urteile der niedrigeren Instanzen am 9. Mai 2007 bestätigte.
Erst 2018 gab die japanische Regierung einer Anfrage von Katsuo Nishiyama von der Medizinischen Universität Shiga (Shiga Ika Daigaku, 滋賀医科大学) in Ōtsu statt und gab die Namen von 3607 Mitgliedern der Einheit 731 frei.
Im August 2024 besuchte der 95-jährige Hideo Shimizu die Gedenkstätte in Harbin, um sich zu entschuldigen. Er war 1945 im Alter von 14 Jahren in die Einheit gekommen und hatte danach Albträume; spät im Leben ab 2015 begann er von seinen Erlebnissen dort und den Albträumen zu erzählen. In China wurde die Aktion positiv aufgenommen, während es in Japan Kritik gab.

## Weitere japanische Verbände zur Entwicklung biologischer Waffen
- Einheit 100: in den 1920er Jahren gegründet, ursprünglich mit der Entwicklung von chemischen Waffen beschäftigt, wurde diese Einheit immer mehr in die Entwicklung biologischer Waffen in Zusammenarbeit mit Einheit 731 eingebunden
- Einheit 200: Der Einheit 731 untergeordnete Einrichtung zur Erforschung von Pesterregern
- Einheit 571: Erforschung biologischer Waffen parallel zu Einheit 731
- Einheit Ei-1644: Feldversuche mit biologischen Waffen, Hauptquartier in Nanking
- Einheit 1855: Forschungseinrichtung der japanischen Militärpolizei Kempeitai in Peking
- Einheit 8604: Hauptquartier in Kanton, Menschenversuche mit Nahrungs- und Wasserentzug, Übertragung von Typhus durch kontaminiertes Wasser
- Einheit 9420: gegründet 1942, Hauptquartier in Singapur, Erforschung von Malaria- und Pesterregern

## Filme
- 1988 – Men Behind the Sun – Regie: Tun Fei Mou
- 1990 – Men Behind the Sun 2 – Laboratory of the Devil – Regie: Godfrey Ho
- 1994 – Men Behind the Sun 3 – A narrow Escape – Regie: Godfrey Ho
- 1998 – Unit 731: Nightmare in Manchuria[11] – Regie: Unbekannt
- 2001 – Japanische Soldaten des Teufels[12] – Regie: Minoru Matsui
- 2008 – Philosophy of a Knife – Regie: Andrey Iskanov
- 2015 – Unit 731[13] – Regie: Chris D. Nebe